# Cornville (Maine)
Cornville és una població dels Estats Units a l'estat de Maine (EUA). Segons el cens del 2000 tenia 1.208 habitants.

## Demografia
Segons el cens del 2000, Cornville tenia 1.208 habitants, 449 habitatges, i 352 famílies. La densitat de població era d'11,5 habitants per km².
Dels 449 habitatges en un 34,3% hi vivien nens de menys de 18 anys, en un 67,5% hi vivien parelles casades, en un 6,7% dones solteres, i en un 21,6% no eren unitats familiars. En el 15,1% dels habitatges hi vivien persones soles el 6,9% de les quals corresponia a persones de 65 anys o més que vivien soles. El nombre mitjà de persones vivint en cada habitatge era de 2,69 i el nombre mitjà de persones que vivien en cada família era de 2,97.
Per edats la població es repartia de la següent manera: un 25,2% tenia menys de 18 anys, un 7,6% entre 18 i 24, un 28% entre 25 i 44, un 27,8% de 45 a 60 i un 11,3% 65 anys o més.
L'edat mediana era de 39 anys. Per cada 100 dones de 18 o més anys hi havia 97,6 homes.
La renda mediana per habitatge era de 38.015 $ i la renda mediana per família de 41.875 $. Els homes tenien una renda mediana de 30.543 $ mentre que les dones 22.083 $. La renda per capita de la població era de 16.184 $. Entorn del 8,4% de les famílies i l'11,5% de la població estaven per davall del llindar de pobresa.